# Сутбукский сельсовет
Сутбукский сельсовет  — административно-территориальная единица и муниципальное образование со статусом сельского поселения в Дахадаевском районе Дагестана Российской Федерации.
Административный центр — село Сутбук.

## Население
| 2002  | 2010  | 2012  | 2013  | 2014  | 2015  | 2016  |
| ----- | ----- | ----- | ----- | ----- | ----- | ----- |
| 1309  | ↗1465 | ↘1454 | ↗1474 | ↗1485 | ↗1495 | ↘1478 |
| 2017  | 2018  | 2019  | 2020  | 2021  | 2023  | 2024  |
| ↘1459 | ↘1444 | ↗1451 | ↗1457 | ↗1756 | ↗1764 | ↘1751 |
| 2025  |       |       |       |       |       |       |
| ↗1756 |       |       |       |       |       |       |

## Состав
| № | Населённый пункт | Тип населённого пункта       | Население |
| - | ---------------- | ---------------------------- | --------- |
| 1 | Бакни            | село                         | ↗412      |
| 2 | Сутбук           | село, административный центр | ↗352      |
| 3 | Урцаки           | село                         | ↗361      |
| 4 | Шаласи           | село                         | →631      |